# Svedjesjöns naturreservat
Svedjesjöns naturreservat är ett naturreservat i Östersunds kommun i Jämtlands län.
Området är naturskyddat sedan 2021 och är 178 hektar stort. Reservatet ligger omkring och söder om Svedjesjön och består av sjö, våtmark däromkring och barrskog.